# Ahrensbourgien
L'Ahrensbourgien ou culture d'Ahrensburg (approximativement de -11000 à -9500) est une culture épipaléolithique d'Europe du Nord.
Elle doit son nom au village d'Ahrensburg, situé à 25 kilomètres au nord-est de Hambourg, dans l'État allemand du Schleswig-Holstein où des flèches en bois de pin, les plus anciennes connues à ce jour et des massues de bois ont été retrouvées. Cette culture est associée à la culture de Bromme auxquelles on attribue alors le nom de complexe de Lyngby. 
Une parenté est de plus proposée avec le Belloisien (lames mâchurées, aussi appelé Épi-Ahrensbourgien) du sud-est de l'Angleterre et du nord de la France. 

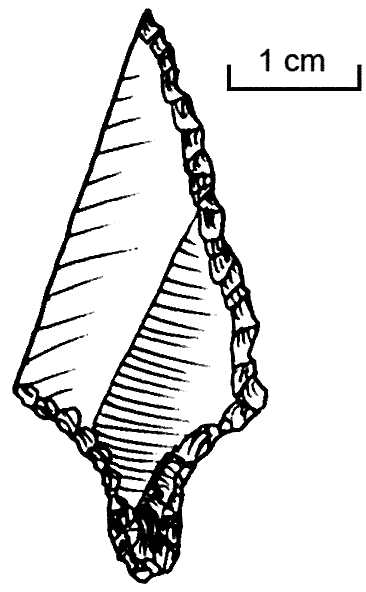
Pointe de flèche ahrensbourgienne. À noter; la minutie du travail, la petite taille, et la présence à la base d'un pédoncule qui permet une solide insertion à l'extrémité de la hampe

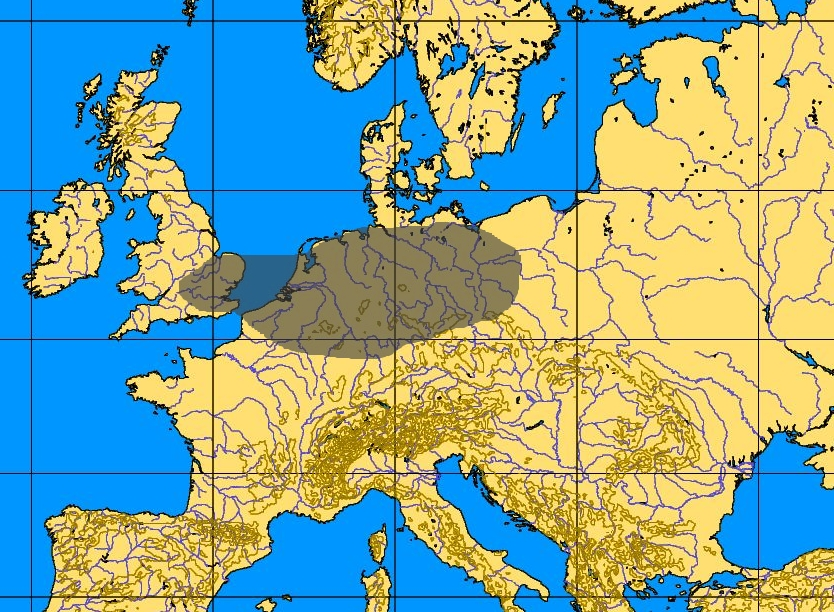
Extension de la culture d'Ahrensburg